# Euro-Mediterranean Human Rights Monitor
Euro-Mediterranean Human Rights Monitor (conegut comunament com Euro-Med Monitor i de vegades com Euro-Med HRM ) és una organització independent i sense ànim de lucre dedicada a la protecció dels drets humans. El seu objectiu principal és conscienciar sobre la legislació de drets humans a la zona i influir en la comunitat internacional perquè prengui mesures contra accions que violin els drets humans.
Richard Falk, antic relator especial de les Nacions Unides sobre la situació dels drets humans als territoris palestins ocupats des de 1967, exerceix com a president del Consell de Síndics de l'entitat.
Va ser fundada a Ginebra el novembre de 2011 per Ramy Abdu facilitant l'accés a les institucions europees de governança i dret, els seus principals objectius i públic.